# Сика (оружие)
Сика — короткий меч или кинжал, который использовали древние фракийцы, даки и иллирийцы, а также гладиаторы в Древнем Риме. Изготавливался из меди, бронзы, позднее — из железа. По названию данного ножа получила наименование первая террористическая группа «Сикарии». Есть упоминание в библейских и околобиблейских текстах. Это оружие выглядело как изогнутый меч с клинком длиной 350—400 мм. А в случае облома клинка кузнецы превращали меч в кинжал. Многие экземпляры были найдены на территории нынешних Румынии, Боснии и Герцеговины, Болгарии и Сербии.
Характерная изогнутая форма клинка была разработана, чтобы обойти щит противника и ударить того в спину или в бок.
Сики активно использовались в в течение III—II веков до н. э.
Другим похожим оружием фракийцев была ромфея, отличающаяся главным образом большей длиной клинка и рукояти, за которую можно было взяться двумя руками.